# Susan McClary
Susan McClary (Saint Louis (Missouri), 2 d'octubre de 1946) és una musicòloga i professora nord-americana. Degut a les seves publicacions i els seus treballs d'investigació, se la considera una de les majors representants de la musicologia feminista, dins el corrent de la Nova Musicologia.

## Biografia
McClary neix a St. Louis, Missouri, l'any 1946. Rep la graduació en piano a l'edat de 22 anys, en 1968 en la Southern Illinois University. Posteriorment inicia estudis de postgrau a Harvard en 1971, aconseguint el doctorat l'any 1976. En la seva tesi defensava la transició de l'organització de modal a tonal en la música de Monteverdi. A l'any següent va començar a donar classes a la University of Minnesota, on estaria fins a l'any 1991. Va ser en aquest període quan va guanyar un premi universitary a la docència en 1987. També a l'any 1991 publica un dels seus treballs més polèmics i importants, com és Feminine Endings: Music, gender and sexuality. Posteriorment va estar a la McGill University fins 1994. Mentrestant va compaginar les classes en altres centres com la University of California i Berkeley i en 1994 va esdevenir professora a la UCLA fins a l'any 2011 i a la Universitat d'Oslo de 2007 a 2012. És aleshores quan passa a formar part de l'equip docent de la Case Western Reserve University fins a l'actualitat.
A més de tota l'activitat acadèmica, McClary també ha presidit el Consell d'Administració del American Council of Learned Societies i ha estat present en els consells editorials de Signs, Perspectives de la Nova Música, Black Music Research Journal, Women and Music, ECHO, Musica Humana i Music and the Moving Image. Mentre era professora a Minneapolis, va escriure i va produir una peça de teatre de música, Susanna Does the Elders (1987). Del 2007 al 2010 va ocupar el càrrec de vicerector associat a l'Institut Internacional de la UCLA. També va rebre una Beca de la Fundació MacArthur el 1995.

## McClary i la Nova Musicologia
La musicologia crítica emergeix cap als anys 70. El feminisme en concret, arriba a la musicologia durant aquesta dècada, quan a dintre de les noves generacions de musicòlegs sorgeix l'interés per la participació i el paper de les dones a la història de la música. Bona part del discurs de McClary s'enmarca dins d'aquest context i alguns dels seus textos més representatius s'han convertit en clàssic de la materia.
L'any 1991, tres conferències internacionals a les ciutats de Utrech, Minneapolis i Londres van posar el focus en la relació feminisme-música. A partir d'aquest moment, les teories feministes agafen molta popularitat en el camp musicològic. Aquest any és també el de la publicació del llibre més popularitzat de McClary: Feminine Endings: Feminine Endings: Music, gender and sexuality. Aquest llibre presenta una crítica feminista de la música dins les tradicionals disciplenes acadèmiques com la musicologia i la teoria musical.
Segons el professor Kimberly Reitsma, McClary ha desenvolupat una metodologia al llarg dels anys que s'ha agrupat en cinc categories principals:
1. Primer, ha estudiat les construccions musicals de gènere i sexualitat; és a dir, la idea de les característiques "masculines" i "femenines" dins de la música. Ha observat que la música d'un període determinat tendeix a reflectir l'organització de gènere d'aquesta societat en particular i que la idea de "masculinitat" i "feminitat" canvia amb el temps amb aquestes societats. Per exemple, "feminitat" era diferent al segle xviii en comparació amb la societat actual i una implicació òbvia d'això és el sentit de la moda "femenina" i les ocupacions les dones. No obstant això, alguns codis de gènere dins de la música s'han mantingut iguals al llarg dels segles. Exemples d'això són les similituds entre les "representacions musicals de la bravura masculina o la seducció femenina en les pel·lícules d'Indiana Jones" i representacions similars en les òperes de Cavalli al segle xvii. McClary creu que aquest fenomen es deu a la perspectiva invariable del gènere al llarg dels segles. Tanmateix, afirma que calen més investigacions en l'àmbit històric per comprendre plenament les interaccions entre els dos sexes en la música.
2. McClary ha estudiat alguns aspectes de gènere de la teoria i pràctica musical tradicional i clàssica. Com hem comentat anteriorment, els compositors van optar per utilitzar "femení"o característiques musicals "masculines" en la seva música, ja sigui intencionadament o no, per crear la seva composició particular. Això era un una tasca bastant difícil perquè el compositor va haver de triar una funció musical que l'oient identificarà com a "femení" o bé "Masculí". Quan retrata un caràcter femení o característiques femeninens, la música sovint reflecteix una suavitat o una passivitat evidents. Per retratar un caràcter masculí, la música es va triar amb característiques de rugositat o agressivitat. McClary creu que aquests codis de gènere es van establir de manera segura durant el segle xvii i continuen influint en les opinions actuals d'alguna manera. Se suposava que els homes havien d'amagar les seves emocions, ser forts i segurs. De les dones s'esperava que fossin més emocionals i tractades com a inferiors. Segons McClary, algunes d'aquestes manifestacions de distinció gènere s'expressen dins dels procediments compositius de diverses peces, especialment dins dels drames musicals. Per exemple, a L'Orfeo de Monteverdi (compositor sobre el qual realitza la seva tesi doctoral), McClary observa les diferències entre les línies melòdiques que representen Orfeo i les que representen Euridice. Per a Orfeo, Monteverdi utilitza "les progressions més familiars i previsibles per a aquesta època " i és "harmonitzat de la manera més robusta possible ". No obstant això, la línia melòdica d'Orfeo canvia quan entra Euridice en acció. Això probablement representa la influència seductora d'aquesta. Anteriorment, Orfeo estava en la modalitat de Sol dòric, però quan Euridice entra el motiu d'Orfeo canvia a menor. Està en una realitat completament diferent que representa el seu estat emocional amb la presència femenina. Amb les línies melòdiques d'Euridice, McClary observa que la música és més inestable.
3. En tercer lloc, McClary va investigar la idea del gènere i la sexualitat en la música absoluta i va assumir el repte d'aplicar les crítiques musicals feministes a la música purament instrumental. En aquesta part de la seva investigació, es va centrar en la idea de tensió i alliberament a la música amb metàfores sexuals amb temes "masculins" i "femenins". Segons McClary, el procés ha sigut el mateix des de les fugues d'orgue de Bach fins a les simfonies de Brahms. Segons el teòric de la música A. B. Marx, és un exemple l'obertura d'un tema "masculí"  amb l'exposició d'un de "femení" en els formats sonata-allegro. També hi ha altres formes de música on l'etiqueta "masculí" i "femení" (com a construcció musical) treballen junts per crear un paisatge sonor de la música. Encara que aquesta idea d'interacció és interessant i es pot utilitzar per analitzar la música, finalment, McClary es pregunta si hem de seguir etiquetant música com "masculí" o "femení" perquè aquestes etiquetes poden ser ofensives en la cultura actual. McClary va trobar que no era cap sorpresa que aquesta tècnica de tensió i alliberament s'utilitza dins de la música de Carmen, de Bizet, una òpera caracteritzada extremadament en tensions "masculines" i "femenines". En la peça vocal més reconeguda en aquesta òpera, la "Habanera", la progressió d'acord guia a l'oient a una direccionalitat confusa de la música. Al debat sobre les característiques de Carmen dins d'aquesta peça, McClary diu: "Carmen sap com enganxar i manipular el desig. En el seu discurs musical és impredictible i irresistible. O almenys és la naturalesa d'aquesta cançó".
4. En quart lloc, McClary proposa la idea de la música com un discurs de gènere. El discurs de gènere és una discussió crítica dels aspectes de gènere i implicacions que pot tenir a la música. Concretament, McClary investiga la idea d'identitat de gènere dins la música. En la seva investigació històrica, troba que la música ha estat considerada durant molt de temps com una activitat "femenina" que els compositors masculins al llarg dels segles han intentat reconvertir-la en “masculina". Descriu aquest enfocament específic a la següent cita: "Si tota l'empresa de l'activitat musical és sempre plena de discussions relacionades amb el gènere, la crítica feminista proporciona una manera més fructífera d'apropar-se a algunes de lesanomalies que caracteritzen les institucions musicals "
5. Per acabar, McClary introdueix la identificació d'estrategies discursives de les intèrprets femenines. Les dones han coexistit en les mateixes societats que els homes, però les possibilitats de desenvolupar una carrera musical han sigut diferents. Afirma que les dones han hagut d'enfrontar-se a molts obstacles que no han afectat pas als homes durant molts segles. Les dones han estat incapacitades per a portar a terme una carrera dins la música i han patit prohibicions a l'hora de prendre qualsevol tipus de classes de música. I qualsevol composició o interpretació femenina ha estat ridiculitzada per una societat dominada pel pensament masculí. Bé per ser femenines o per pretendre ser masculines. Aquesta situació podria explicar, segons McClary l'absència de repertori simfònic o operístic compost per dones. La majoria de les peces compostes per dones són per a veu solista, piano o petits grups de cambra. Com aquests gèneres no han tingut la mateixa importància històricament, les dones compositores han quedat en un segon pla profund.

Amb aquestes metodologies, a Susan McClary se li atribueixen importants contribucions en el camp de la musicologia feminista. Les qüestions que planteja i les seves investigacions són sovint considerades radicals i controvertides, però ha passat a ser una de les figures cabdals de la Nova Musicologia.

## Feminine Endings
Probablement el text més polèmic i controvertit de McClary, està configurat ja com un clàssic a dins de les publicacions de la Nova Musicologia. El llibre tracta les qüestions de gènere amb les metodologies propies de l'autora i incorpora en aquest discurs un recorregut que va des de les òperes de Monteverdi o Bizet fins a tendències més contemporànies com les creacions de Diamanda Galás o Madonna. McClary posa especial atenció en com la música produeix imatges de gènere, desig o plaer. Tracta també la construcció de discursos de gènere en la música instrumental i no sols basada en lletres.
Els capitols amb els títols originals són els següents:
1. Introduction: A Material Girl in Bluebeard's Castle
2. Constructions of Gender in Monteverdi's Dramatic Music
3. Sexual Politics in Classical Music
4. Excess and Frame: The Musical Representation of Madwomen
5. Getting Down off the Beanstalk: The Presence of a Woma's Voice in Janika Vandervelde's Genesis II
6. This is not a Story My People Tell: Musical Time and Space According to Laurie Anderson
7. Living to tell: Madonna's Ressurrection of the Fleshly

A l'edició de l'any 2002, la professora escriu una nova introducció on valora les crítiques en la recepció del llibre a l'any 1991 i reflexiona sobre els debats que va generar aquesta publicació. Aiximateix, l'any 2011 escriu un article a la Transcultural Music Review on fa una retrospectiva dels vint anys de la publicació.
Musicòlegs com Nicholas Cook o Tim Carter han escrit sobre algunes qüestions que tracta McClary en aquest llibre i és famosa la seva polèmica entorn a la interpretació de la Simfonía núm.9 de Beethoven o alguns passatges de Schubert.

## Obra bibliogràfica
Els llibres de McClary es presenten en la següent llista ordenats per any de publicació:
- The Transition from Modal to Tonal Organization in the Works of Monteverdi. Harvard University Dissertation, 1976; Ann Arbor: UMI, 1976.
- Music and Society: The Politics of Composition, Performance and Reception. Coeditat amb Richard Leppert. Cambridge: Cambridge University Press, 1987.
- Feminine Endings: Music, Gender, and Sexuality. Minneapolis: University of Minnesota Press, 1991; Segona edició, 2002.
- Georges Bizet: Carmen (Cambridge Opera Handbook Series). Cambridge: Cambridge University Press, 1992
- Conventional Wisdom: The Content of Musical Form. Berkeley/Los Angeles: University of California Press, 2000.
- Modal Subjectivities: Self-Fashioning in the Italian Madrigal. Berkeley/Los Angeles: University of California Press, 2004
- Reading music: Selected Essays. Ashgate Contemporary Thinkers on Critical Musicology Series. London: Ashgate Publishers, 2007
- Desire and Pleasure in Seventeenth-Century Music. Berkeley/Los Angeles: University of California Press, 2012
- Structures of Feeling in Seventeenth-Century Cultural Expression. Toronto: University of Toronto Press, 2013